# Gian Franco Bottazzo
Gian Franco Bottazzo (* 1. August 1946 in Venedig; † 15. September 2017 ebenda) war ein italienischer Arzt und Diabetologe.

## Leben
Bottazzo studierte an der Universität Padua Chirurgie und Medizin. 1969 reiste er als 23-jähriger Medizinstudent nach London zum Institut für Immunologie des Middlesex Hospital. Er stellte sich Deborah Doniach, einer renommierten Autoimmunologin vor mit dem Wunsch Immunopathology zu erlernen. Nachdem er die Labormethoden erlernt hatte, kehrte er nach Padua zum Abschluss seines Medizinstudiums zurück. (Laurea 1971). Er ging im Herbst 1973 wieder ans Middlesex Hospital, wo er bis 1998 blieb. Er spezialisierte sich in Immunologie und Allergologie ab 1974 an der Universität Florenz und in Endokrinologie ab 1979 an der Universität Padua.
1974 konnten er und Doniach mit der Entdeckung von Inselzellen-Antikörpern (Islet Cell Antibodies, ICA) die Theorie der Typ-1-Diabetes als Autoimmunkrankheit bestätigen.
1991 wurde er Professor und Direktor der Abteilung Immunologie am London Hospital Medical College. Wie andere auch empfand er die Neustrukturierung der Londoner medizinischen Fakultäten als anstrengend und verließ England nach 25 Jahren, um in seine Heimat zurückzukehren. Er wurde wissenschaftlicher Direktor an der Kinderklinik Bambino Gesù in Rom.
Er war Autor und Ko-Autor von über 500 wissenschaftlichen Aufsätzen.
Bottazzo erhielt 1986 den König-Faisal-Preis für Medizin und zahlreiche weitere Preise wie den Oskar-Minkowski-Preis (1982), den R.-D.-Lawrence-Preis und die Banting-Medaille der American Diabetes Association (1992).

## Privatleben und Tod
Bottazzo war mit Lamya aus Kuwait verheiratet und hatte eine Tochter. Er starb an den Komplikationen einer infektiösen Endokarditis.